# 卡得蚓蜥科
卡得蚓蜥科（学名：Cadeidae）为有鳞目的一个科。

## 下级分类
本科包括以下属：
- 卡得蚓蜥属 Cadea Gray, 1844